# Očesna orbikularna mišica
Očesna orbikularna mišica je ploska eliptična mišica, ki skupaj z vekami obkroža očesno votlino. Zgrajena je iz treh delov.

## Razdelitev

### Pars orbitalis
Pars orbitalis se razprostira od zgornjega robu medialnega trepalničnega ligamenta, čelnega odrastka zgornje čeljustnice in medialne tretjine zgornjega orbitalnega robu, v obliki skoraj popolnega prstana obkroža očnico in se pripne na srednjo tretjino spodnjega orbitalnega robu, na spodnji rob medialnega trepalničnega ligamenta ter na solzni mešiček. Predstavlja največji del orbikularne očesne mišice. Njegova funkcija je stiskanje vek.

### Pars palperbralis
Pars palperbralis poteka v sami veki. Njegova mišična vlakna so razpeta med medialni in lateralni trepalnični ligament. Omogoča zapiranje vek.

### Pars lacrimalis
Pars lacrimalis izvira od criste lacrimalis posterior poteka vstran in navzpred ter se deli v dva snopa, pri čemer vsak snop zavije v svojo veko. Njegova funkcija je potezanje solznega mešička navzad, kar omogoča lažje odtekanje solz.